# Свети Архангел Михаил (Киев)
Златовръхият манастир „Свети Архангел Михаил“ (на украински: Михайлівський золотоверхий монастир) е функциониращ православен манастир в Киев, столицата на Украйна.
Едноименната църква в манастира е главната катедрала на Православната църква на Украйна.
Намира се на ръба на отвесна скала на десния бряг на река Днепър, североизточно от катедралата „Света София“, над историческия търговски квартал Подил.

## История
Построен оригинално от Святополк II Изяслявич през 1108–1113 година, манастирът се състои от катедралата „Свети Михаил“, магерницата „Свети Йоан Богослов“, построена през 1713 година и манастирската камбанария, изградена около 1716–1719 година.
Смята се, че през средните векове манастирът е бил духовна обител за рода на Святополк, тъй като там са погребани членове на семейството му. Кубетата на катедралата вероятно са били първите позлатени кубета в Киевска Рус, практика, която с течение на времето се е наложила и донесла на манастира прозвището „златовръх“, „златокуполен“.
По време на монголското нашествие и обсадата на Киев през 1240 година, църквата търпи сериозни разрушения и позлатените ѝ кубета са откраднати. Постепенно обителта замира и за следващите две и половина столетия липсват сведения и документи. Към 1496 година манастирът отново започва да се обживява и е прекръстен на „Свети Архангел Михаил“ по името на катедралната църква, построена от Святополк II. След множество реставрирания и разширявания през целия 16 век, се превръща в един от най-популярните и заможни манастири в Украйна. Хетманите са сред манастирските благодетели през годините. Поклонници се стичат към манастира, привлечени от мощите на Света Варвара, които се смята, че са донесени в Киев от Константинопол от Святополк II през 1108 година, и пазени в сребърен реликварий, дарен от хетмана Иван Мазепа. Въпреки че повечето от земите на манастира биват секуларизирани в края на 18 век, 240 монаси са го обитавали през 19-и и 20-и. След 1800 година манастирът служи за резиденция на Черниговските митрополити.
Оригиналната катедрала е разрушена от съветските власти през 1930-те под претекст, че архитектурният стил на екстериора не датира от 12 век и сградата няма историческа стойност. Византийски мозайките от интериора, на обща площ 45 кв. м., са набързо демонтирани през юни 1934 година и поделени между Ермитажа, Третяковската галерия и Руския държавен музей, а част били инсталирани на втория етаж на близо разположената катедрала „Света София“. Останките от манастира, които останали в Киев били отнети от нацистите по време на Втората световна война и пренесени в Германия. След края на войната попадат в ръцете на американците и по-късно върнати на Москва.
През лятото на 1935 година златните кубета са свалени, сребърните царски двери на катедралата, реликварият на Мазепа (тежал два пуда сребро) и други църковни ценности били продадени в чужбина или просто унищожени. Премахнат и по-късно унищожен бил иконостаса от пет части, дело на майстор Хрихорий. Мощите на Света Варвара били пренесени в Десятинната църква, а когато впоследствие и тя била разрушена – в катедралата „Свети Владимир“ през 1961 година.
След обявяването на независимостта на Украйна през 1991 година започва възстановяването ѝ. Открита е отново през 1999 година. Екстериорът на сградите е изпълнен в стил украински барок от 18 век, докато интериорът е оставен в оригиналния му византийски стил.
- Манастирът на пощенска картичка, около 1900 г.
- Мозайка от 12 век с образа на Свети Димитър, патрон на бащата на Святополк II. Притежание на Третяковската галерия
- Кръстът над камбанарията